# Lernakert
Lernakert (en arménien Լեռնակերտ) est une communauté rurale du marz de Shirak en Arménie. En 2008, elle compte 1 538 habitants.